# Principe di Carignano (pirofregata corazzata)
La Principe di Carignano è stata una pirofregata corazzata della Regia Marina.

## Caratteristiche e costruzione
Impostata nei cantieri genovesi della Foce nel 1861, la nave era stata inizialmente progettata dal Generale Ispettore del Genio Navale ingegner Felice Mattei come pirofregata ad elica con scafo in legno. Nel corso della costruzione si decise però di dotarla di corazzatura, mediante l'applicazione di piastre corazzate dello spessore di 22 cm sullo scafo in legno. La nave risentì comunque dei problemi derivati dalla conversione dal progetto originario. La Principe di Carignano fu la prima nave corazzata costruita in Italia.

## Storia operativa
Una volta in servizio, la corazzata venne assegnata alla Squadra d'Evoluzione con base a Taranto, insieme alla pirofregata corazzata San Martino, alla pirocorvetta corazzata Terribile, al pirovascello Re Galantuomo ed a due fregate, una corvetta e tre cannoniere in legno.
Nel 1866, con lo scoppio della terza guerra d'indipendenza, la Principe di Carignano, al comando del capitano di vascello Corrado Jauch, venne designata nave di bandiera del contrammiraglio Giovanni Vacca, comandante della III Squadra Navale dell'Armata d'Operazioni, destinata all'Adriatico. Nel mattino del 21 giugno 1866 la corazzata, insieme al resto della squadra, salpò da Taranto alla volta di Ancona, dove giunse quattro giorni più tardi, nel pomeriggio del 25 giugno. Nel porto marchigiano le navi fecero rifornimento di carbone, poi, all'alba del 26 giugno, l'avviso a ruote Esploratore avvistò una formazione navale austro-ungarica (6 navi corazzate, 4 cannoniere ad elica e due avvisi a ruote) e l'ammiraglio Carlo Pellion di Persano, comandante dell'armata navale, decise di uscire con tutte le navi in grado di partire. In quel momento, tuttavia, la Principe di Carignano stava sostituendo una parte dei cannoni lisci con 16 pezzi rigati da 164 mm prelevati dalle pirocorvette corazzate Formidabile e Terribile (otto per nave): la pirofregata riuscì a partire e ad aggregarsi alle altre otto corazzate (più l’Esploratore, su cui si era imbarcato Persano), sprovvista però dei cannoni in batteria. Verso le 6.30 le due formazioni (quella italiana contava nove corazzate più l’Esploratore, su cui si era imbarcato Persano) giunsero in vista, ma a quel punto l'ammiraglio Tegetthoff decise di non dare battaglia e si ritirò: Persano, viste le precarie condizioni delle nove corazzate che aveva potuto far salpare, tenne a bordo della Principe di Carignano un breve consiglio insieme al proprio capo di stato maggiore, capitano di vascello Edoardo D'Amico, all'ammiraglio Vacca, al suo capo di stato maggiore, capitano di fregata Tommaso Bucchia, ed al comandante Jauch, durante il quale si decise di non tentare l'inseguimento.
Il 18 luglio la Principe di Carignano prese il mare in formazione con le pirofregate corazzate Castelfidardo ed Ancona: questo gruppo aveva il compito di bombardare le fortificazioni di Porto Comisa sull'isola di Lissa, ove si progettava di sbarcare. Nella fattispecie, la Principe di Carignano e la Castelfidardo bombardarono la batteria Magnaremi, mentre l’Ancona prese sotto il suo tiro la batteria Perlic, interrompendosi però presto ed unendosi alle altre due navi. Il bombardamento, iniziato tra le 11 e le 11.30, continuò per circa due ore con risultati molto modesti, giustificati da Vacca con la presenza di una batteria precedentemente non rilevata, che avrebbe potuto sbarrare l'ingresso della rada, vanificando ogni tentativo di sbarco (giustificazione poco plausibile, in quanto come luogo principale dello sbarco non era stato scelto Porto Comisa, ma Porto Manego, mentre avrebbe avuto la sua utilità, come azione diversiva, continuare a tenere impegnate le truppe stanziate a Porto Comisa), e con l'eccessiva altezza (di molto sopravvalutata: Vacca parlò di una batteria sita a 700 metri, mentre la cima più elevata dell'isola non raggiungeva i 600) delle batterie. Dopo aver cessato il fuoco, le tre navi di Vacca (la Principe di Carignano aveva sparato in tutto 116 colpi, venendo colpita tre volte) raggiunsero dapprima la II Squadra a Porto Manego, poi, verso le cinque del pomeriggio, si unirono alla divisione Riboty (pirofregate corazzate Re di Portogallo e Regina Maria Pia, pirocorvetta corazzata Terribile, cannoniera corazzata Varese) e le supportarono nelle operazioni di bombardamento contro le fortificazioni ad ovest di Porto San Giorgio, operazioni che terminarono al tramonto.
Il 19 luglio Principe di Carignano, Castelfidardo ed Ancona bombardarono, insieme alle fregate in legno della II Squadra, i forti esterni di Porto San Giorgio, poi Vacca ricevette l'ordine di portarsi con le sue navi, rinforzate dalla pirocorvetta corazzata Formidabile, all'interno dell'insenatura di Porto San Giorgio, in modo da poter definitivamente annientare le batterie della Madonna e della torre Wellington, uniche rimase intatte. Vacca eseguì l'ordine e le quattro corazzate smantellarono con il loro tiro una delle batterie, poi l'ammiraglio, ritenendo che lo spazio fosse troppo ristretto per poter manovrare (valutazione errata: in quello stesso spazio, dopo la battaglia di Lissa, si sarebbero infatti radunate senza problemi le 26 unità della flotta austroungarica) decise di ritirarsi e portò le tre navi della III Squadra fuori dal porto, abbandonandovi la sola Formidabile, che, pur battendosi con valore, non riuscì, da sola, ad annientare completamente le batterie rimanenti, subendo invece pesanti danni. Nel corso dei bombardamenti del 18 e 19 luglio la Castelfidardo sparò complessivamente circa 1.000 colpi.
Alle 7.50 del mattino del 20 luglio, mentre si facevano i preparativi per lo sbarco sull'isola (in quel momento la Principe di Carignano si trovava insieme la III Squadra davanti a Porto San Giorgio, in preparazione delle operazioni finali di bombardamento), sopraggiunse la squadra navale austroungarica agli ordini del viceammiraglio Wilhelm von Tegetthoff: ebbe così inizio la battaglia di Lissa, conclusasi con una drammatica sconfitta della flotta italiana. Come ammiraglia della III Squadra, la Principe di Carignano si posizionò in testa allo schieramento italiano, a proravia della Castelfidardo, mentre questa formazione, la prima delle tre formate (le altre due erano la II e la III Divisione della I Squadra, in seconda e terza posizione) dalla flotta delle corazzate italiane, che si era disposta in linea di fila, dirigeva verso nord/nordest, contro la flotta austro-ungarica. La velocità assunta dalla III Squadra era di 11 nodi, eccessiva rispetto a quella assunta dai gruppi che seguivano (rispettivamente 9 ed 8 nodi per la II e III Divisione), con unità lente od in avaria, e favorì, unitamente alla perdita di tempo causata dal trasbordo dell'ammiraglio Persano dalla pirofregata corazzata Re d’Italia all'ariete Affondatore,  l'aprirsi di un varco di 1500 metri tra l’Ancona e la Re d'Italia. La Principe di Carignano, alle 10.45, fu la nave che sparò il primo colpo della battaglia di Lissa: tra le 10.43 e le undici le tre navi di Vacca doppiarono la direttrice di marcia ed iniziarono a sparare contro la prima formazione di Tegetthoff (sette unità corazzate), cessando però quasi subito perché troppo lontane (la distanza è variamente indicata tra i 900 ed i 1500 metri): mentre le pirofregate corazzate austroungariche Kaiser Max, Salamander ed Habsburg aprivano a loro volta il fuoco come reazione, la III Squadra iniziò un'ampia virata verso sinistra. Questa manovra portò in sostanza le navi della III Squadra ad essere tagliate fuori dal combattimento, mentre le sette corazzate austroungariche si scontrarono con le quattro italiane della II Divisione, che si vennero così a trovare in inferiorità numerica. Durante il breve scambio di colpi, un proiettile della Principe di Carignano aveva decapitato il comandante della pirofregata corazzata austroungarica Drache, capitano di vascello Heinrich Freiherr von Moll. Il gruppo Vacca, ridotto a due unità dall'iniziativa del comandante dell’Ancona, che si era separato dalle altre due unità per portare la propria nave al combattimento, ultimò la virata solo verso mezzogiorno, quando ormai era passata la fase cruciale della battaglia. Alla III Squadra, che si era venuta a trovare alle spalle delle corazzate italiane che avevano spezzato l'accerchiamento, si erano unite tutte queste unità (ad eccezione dell’Affondatore), portando così la sua consistenza ad otto navi. L'ammiraglio Vacca, assunto temporaneamente il comando, fece disporre le navi in linea di fila e diresse a bassa velocità verso la flotta nemica. Ad un certo punto, tuttavia, la Principe di Carignano invertì la rotta ed iniziò ad allontanarsi dal campo di battaglia, imitata da tutte le altre. Sopraggiunse quindi l’Affondatore, con a bordo l'ammiraglio Persano, che diresse verso la flotta austroungarica ed ordinò di attaccare, sottolineando che «ogni bastimento che non combatte non è al suo posto»: tuttavia solo la Re di Portogallo eseguì tale ordine, rientrando però nei ranghi quando il comandante Riboty, vedendo che era l'unico ad eseguire tale manovra (Vacca non fece infatti nessuna comunicazione, né di conferma né di smentita), ritenne di essere in errore. La flotta italiana rimase ad incrociare sul posto sino a sera, quando Persano ordinò infine di rientrare ad Ancona: la battaglia era finita. Nel corso dei bombardamenti e dello scontro la Principe di Carignano aveva consumato l'intera riserva di proiettili da 200 mm.
In seguito allo scioglimento dell'armata d'operazioni, seguito allo sbarco di Persano, la Principe di Carignano, come nave di bandiera di Vacca, divenne nave ammiraglia della neocostituita Squadra d'Operazioni, formata da tutte le unità corazzate ancora in condizioni di efficienza e posta sotto il comando di Vacca. Tale squadra passò ad Ancona il rimanente periodo del breve conflitto.
Successivamente a Lissa la Principe di Carignano non partecipò più ad operazioni di rilievo. Nel 1870 la corazzata venne modificata nell'armamento del calibro maggiore, ridotto a 4 pezzi da 204 mm, mentre vennero lasciati i 16 cannoni da 164 mm.
La pirofregata non fu particolarmente longeva: già nel 1870, dopo cinque anni di servizio, venne posta in disarmo. Radiata nel 1875, venne quindi avviata alla demolizione.